# ترنتا
ترنتا (به ایتالیایی: Trenta) یک کومونه در ایتالیا است که در استان کزنتزا واقع شده‌است.

## خصوصیات
ترنتا ۴ کیلومترمربع مساحت و ۲٬۶۱۶ نفر جمعیت دارد و ۶۱۸ متر بالاتر از سطح دریا واقع شده‌است.